# Christopher A. Sims
Christopher Albert "Chris" Sims (n. 21 octombrie 1942, Washington, D.C., District of Columbia, SUA) este un economist american care a primit Premiul Nobel pentru Economie pe 10 octombrie 2011 pentru progresul înregistrat în cercetarea relațiilor dintre măsurile de politică economică și impactul lor asupra economiei reale.
Sims a publicat numeroase lucrări din domeniile sale de cercetare: econometrie și teoria macroeconomică și politică.

## Publicații
- (1980) Macroeconomics and Reality, Econometrica, ianuarie, pp. 1–48.